# Gudrun Müller (Tischtennisspielerin)
Gudrun Müller (* um 1940) ist eine deutsche Tischtennisspielerin. Sie nahm an einer Weltmeisterschaft und einer Europameisterschaft teil.

## National
Müller begann ihre Laufbahn beim ESV Aachen. 1956 gewann sie die westdeutsche Mädchenmeisterschaft. Im gleichen Jahr wechselte sie zum Post SV Köln in die Oberliga, der damals höchsten deutschen Spielklasse. Von 1960 bis 1962 wurde sie dreimal in Folge westdeutsche Meisterin der Damen.
1959 belegte sie im Bundesranglistenturnier Platz fünf, ein Jahr später im gleichen Turnier Platz vier. Bei den Nationalen Deutschen Meisterschaften erreichte sie 1959 mit Helene Klonisch und 1962 mit Hilde Gröber das Doppel-Endspiel. 1963/64 gewann sie mit der Damenmannschaft des Westdeutschen Tischtennisverbandes WTTV den Deutschlandpokal.

## International
1959 wurde sie für die Individualwettbewerbe der Weltmeisterschaft in Dortmund nominiert. Hier schied sie in allen drei Konkurrenzen in der ersten Runde aus: Im Einzel gegen die Koreanerin Yool Ja Hwang, im Doppel mit Helene Klonisch gegen Ghislaine Roland/Maria Van Kampen (Belgien) und im Mixed mit Herbert Gomolla gegen Lothar Pleuse/Ute Mittelstädt (DDR).
In der Saison 1959/60 erreichte sie bei den Internationalen Deutschen Meisterschaften im Doppel mit Hilde Gröber das Endspiel.
Für die Weltmeisterschaft in Peking war sie im Vorfeld als Ersatzspielerin vorgesehen. Sie kam jedoch nicht zum Zuge, da keine der nominierten Spielerinnen absagte. 1962 nahm sie an den Individualwettbewerben der Europameisterschaft in Berlin teil. Im Einzel erreichte sie durch Siege über Lena Guntsch (Schweden) und Margaret Piper (England) die dritte Runde, wo sie gegen Monique Alber (Frankreich) verlor. Das Doppel mit Ursula Paulsen gewann gegen Lis Ramberg/Evy Schandorph (Dänemark) und verlor dann gegen Mary Shannon/Diane Rowe (England). Im Mixed mit Hans-Jörg Offergeld kam sie kampflos eine Runde weiter, scheiterte dann aber an Vojislav Marković/Monique Alber (Jugoslawien/Frankreich).

## Ehrung
1965 würdigte der Westdeutsche Tischtennisverband WTTV ihre Erfolge und verlieh ihr die Ehrennadel in Silber. Ein Jahr später beendete Müller ihre Laufbahn als Leistungssportlerin und schloss sich dem Verein TTF Schmetz-Herzogenrath an. Nach ihrer Heirat Ende der 1960er Jahre trat sie unter dem Namen Hoppe-Müller auf.

## Turnierergebnisse
| Verband | Veranstaltung       | Jahr | Ort      | Land | Einzel     | Doppel    | Mixed      | Team |
| ------- | ------------------- | ---- | -------- | ---- | ---------- | --------- | ---------- | ---- |
| FRG     | Europameisterschaft | 1962 | Berlin   | FRG  | letzte 16  |           |            |      |
| FRG     | Weltmeisterschaft   | 1959 | Dortmund | FRG  | letzte 128 | letzte 64 | letzte 128 |      |